# Mancomunidad de Enirio-Aralar

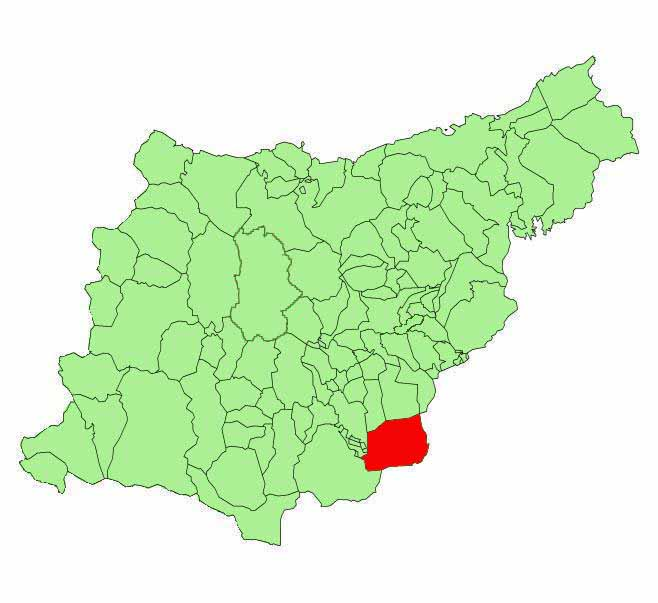
Mancomunidad de Enirio-Aralar resaltada en el mapa de Guipúzcoa.

La Mancomunidad de Enirio-Aralar (en euskera: Enirio-Aralarko Mankomunitatea) es la más antigua de las del País Vasco. Fue creada en 1412 y agrupa a los municipios antiguamente dependientes de la jurisdicción de la Unión de Villafranca (Alzaga, Arama, Atáun, Beasáin, Gaínza, Isasondo, Lazcano, Ordicia y Zaldivia) y los municipios de la antigua Unión de Amezqueta (Abalcisqueta, Amézqueta, Baliarráin, Icazteguieta, Legorreta y Orendáin). 
Su objetivo es la administración de los montes de Enirio-Aralar, pertenecientes a la parte guipuzcoana de la Sierra de Aralar. Enirio en concreto es una zona del Aralar guipuzcoano donde hay un valle, un barranco y una antigua calzada.

## Geografía
Ocupa 3.359 ha en los montes de Enirio-Aralar de la vertiente guipuzcoana de la Sierra de Aralar. Casi toda su extensión se encuentra en cotas superiores a los 1000 m de altura.
Actualmente forma parte del Parque Natural de Aralar. 

## Historia
Desde tiempos inmemoriales los habitantes de la Unión de Amézqueta y de la Unión de Villafranca habían venido utilizando los bosques y praderas de los montes de Enirio-Aralar para el pastoreo y su aprovecharmiento forestal. Con la incorporación de Guipúzcoa a la Corona de Castilla en 1199, estos montes pasan a formar parte del patrimonio de la Corona de Castilla.
En 1400, Enrique III de Castilla hace cesión de dichos montes a Juan de Amezqueta, cesión a la que se oponen frontalmente ambas uniones alegando sus derechos consuetudinarios al aprovechamiento de Enirio-Aralar. Finalmente consiguieron que fueran reconocidos sus derechos a perpetuidad previo pago de una compensación de 1400 florines de moneda de cuño de Aragón a Juan de Amezqueta.
Desde su fundación fue conocida durante siglos como "Mancomunidad de las Uniones de Amézqueta y Villafranca", cambiando en fecha reciente su denominación a "Mancomunidad de Enirio-Aralar".

## Administración
Una Junta Rectora constituida por los alcaldes de los 15 municipios de las antiguas Uniones de Amézqueta y Villafranca tiene atribuida la responsabilidad de reglamentar los aprovechamientos de los montes de Enirio-Aralar, la aprobación de los presupuestos, de las ordenanzas y de las contratas de obras y servicios dentro de los términos de dichos montes.
La Junta Rectora tiene su sede en el Ayuntamiento de Villafranca de Ordizia.